# 江刺正喜
江刺 正喜（えさし まさよし、1949年1月30日 - ）は、日本の工学者。MEMSの研究家である。

## 人物
宮城県仙台市出身。東北大学大学院工学研究科教授を2013年3月を以て定年退官したが、同年4月以降も同大学で原子分子材料科学高等研究機構教授（兼）マイクロシステム融合研究開発センター長を務める。

## 経歴
- 1971年 - 東北大学工学部電子工学科卒[2]。
- 1976年 - 東北大学大学院博士課程修了。
- 1976年 - 東北大学工学部助手。
- 1981年 - 東北大学助教授。
- 1990年 - 東北大学教授。
- 2013年 - 定年退官。東北大学原子分子材料科学高等研究機構教授（兼）マイクロシステム融合研究開発センター長。

## 受賞歴
- 1993年 - 日本IBM科学賞
- 2006年 - 紫綬褒章[3]
- 2015年 - IEEEアンドルー・グローヴ賞
- 2016年 - IEEE ジュンイチ・ニシザワメダル
- 2022年 - 瑞宝中綬章[4][5]

## 主な著書
- 「エレクトロニクス関連の産業創出 設備共有による連携と近代技術史 」（共著、東北大学出版会、 2025年5月7日）ISBN 978-4-86163-408-6
- 「はじめてのMEMS」（森北出版、2011年3月30日）ISBN 4627784910
- 「マイクロマシーニングとマイクロメカトロニクス」（培風館、1992年6月20日）ISBN 4563034703
- 「マイクロマシン－賢く働く微小機械 」（共著、読売新聞社、1991年12月18日）ISBN 4643911301
- 「半導体集積回路設計の基礎」（培風館、1981年）